# Fossil Group
Фосил група је амерички модни дизајнер и произвођач, основан 1984. године од стране Том Картсотиса са седиштем у Ричардсону у Тексасу. Њихови брендови укључују Фосил, Релик, Абакус, Мишел сатове, Скаген Данска, Мисфит, ВСИ и Зодиак сатове. Фосил такође производи лиценциране додатке за брендове као што су Скечерс, Емпорио Армани, Карл Лагерфелд, Мајкл Корс, Марк бај Марк Јакобс, Ди Кеј Њујорк, Дизел, Кејт Спејд Њујорк, Тори Бурч, Чапс и Армани ексчејнџ.
Директор компаније Коста Картсотис поседује око 12,5% власништва Фосила. Име фирме представља надимак која су браћа имала за свог оца.

## Историја компаније
Фосил је основан 1984. године као интернационални прекоокеански производ од стране Том Картсотиса, бившег студента А&М универзитета из Тексаса, а који је живео у Даласу, на основу његовог старијег брата Косте Картсотиса и извршног директора за трговину у Сангер-Харису. Коста је свом млађем брату рекао о потенцијалном великом профиту који се може остварити у увозу робе на мало на Далеком истоку, посебно у увозу модних сатова умерених цена. Њихов главни производ су модни сатови са ретро изгледом. 1990. године представили су кожну робну марку под Фосил брендом и Релик линију сатова.
Фосил је имао своју прву јавну понуду 1993. године.
Зодиак сатови су били Швајцарски бренд који је постојао од 1882. године, када је Фосил то купио од компаније Генендер Интернашонал 2001. године за 4,7 милиона долара. Жеља Фосила да успостави присуство Швајцарске довела је до куповине бренда Зодиак сатова и потпуног промену ове линије како би одразила ретро модерни стил из 1970-их у унапређеном сату. Куповина Мишел сатова 2004. године завршена је тако што је понудила врхунски швајцарски сат са дизајнерским радом.
У септембру 2007. године, Фосил је оптужен због повреде патента у власништву система финансијских иновација, ЛЛЦ, у тужби поднесеној у северном округу Тексаса. Случај је решен за неоткривен износ, и одбачен је убрзо након тога.
Интернационални ланац сатова је купљен од стране Луксотика/Санглас хат у децембру 2007. године.
Фоссил има дизајнерске студије у Биелу, Швајцарска у близини Ролекса, као и производне капацитете у Кини и дистрибутивне центре у Даласу, Немачкој и Азији.
У 2012. години Фосил корпорација се одлучила да купи Скаген дизајн и неке од својих партнера за око 225 милиона долара у новцу, и 150 000 Фосил акција. Укупна вредност коју је компанија Фосил платила износи 236,8 милиона долара.
Почетком 2013. године Фосил је представио своју квалитетнију и скупљу Фосил Свис линију сатова који су направљени у Швајцрској.
У новембру 2015. Фоссил је купио Мисфит за 260 милиона долара, са плановима да се технологија Мисфит-а укључи у традиционалне сатове.

## Лиценцирани послови
Фосил је имао финансијски успех са сопственим брендовима и овај успех је довео до низ понуда за лиценциране линије сатова. 2001. године Фосил је сарађивао са дизајнером Филипом Старком да би се направила колекција сатова у сарадњи Старк са Фосилом. Колекција садржи ултра-модерне дизајне и јединствени изглед. Друге лиценциране линије сатова које Фосил дизајнира, производи и дистрибуира укључују Барбери, Ди Кеј Њујорк, Емпорио Армани, Армани Ексчејнџ, Колумбија спорт, Дизел, Франк Гери, Карл Лагерфелд, Тори Бурч, Кејт Спејд, Мајкл Корс, Колвеј Голф, Дејвис Куп, Марк бај Марк Јакобс, Скаген дизајн, Мишел, и Адидас. Када се спомиње линија Фосил сатова, они се генерално смартају "произвођачима"; Фосил такође дизајнира и производи своје производе под називом Фосил Твист.

## Специјални производи
Додато, компанија производи колекционарске сатове, од којих су неки засновани на популарним филмовима или ликовима поп културе.
Претходни дизајн укључује: Супермен; Бетмен; Чудесна жена, Елвис Присли, Пирати са Кариба, Флеш, Снупи, Покемон, Звездане стазе, Хроника Нарније, Аутомобиле и Матрикс.
Компанија је 2003. године објавила ручни сат Фосил Врист ПДА који је мали ПДА заснован на сату. У 2006. Фоссил је објавио позивајући ИД сат.
2006. године Фосил се удружио са националном фудбалском лигом САД како би направили официјелну колекцију сатова за сваку екипу посебно. Фосил такође пружа услуге посебним тржиштима којима желе да прилагођавају производе.

## Награде
Фоссил је освојио награде за "Најуспешнија употреба онлајн стваралашва" и "Најбоље од приказаног" за 6. годишњу ДФВИМА вештина у интерактивном маркетингу (у 2006. години). Фосил је такође проглашен за једну од најбољих 100 компанија за сарадњу у Великој Британији 2013. и 2015. године.
У 2016. години, Фоссил је победио на модној технолошкој колекцији године за своје повезане дизајнерске паметне сатове и накит. Њихови аналогни паметни сатови и накит пролазе кроз њихове лиценциране брендове као што су Диезел, Емпорио Армани, Мајкл Корс и Кејт Спејд.